# Туклипс
Тукли́псы - приспособления для крепления ног к педалям велосипеда, отдаленно напоминающие кавалерийские стремена. Как правило изготавливаются из металла или пластика. Конструкция из рамки и кожаного (матерчатого) ремешка призвана жестко фиксировать ногу для улучшения передачи усилий на педали и достижения более четкого контроля над велосипедом.
В спорте туклипсы используются в таких дисциплинах, как трековые гонки и их разновидности. Несмотря на рост популярности контактных педалей, они также имеют своих приверженцев.